# Roaming Shores
Roaming Shores é uma vila localizada no estado norte-americano de Ohio, no Condado de Ashtabula.

## Demografia
Segundo o censo norte-americano de 2000, a sua população era de 1239 habitantes.
Em 2006, foi estimada uma população de 1220, um decréscimo de 19 (-1.5%).

## Geografia
De acordo com o United States Census Bureau tem uma área de
7,3 km², dos quais 5,4 km² cobertos por terra e 1,9 km² cobertos por água.

## Localidades na vizinhança
O diagrama seguinte representa as localidades num raio de 24 km ao redor de Roaming Shores.